# Starship Troopers (gioco da tavolo)
Robert Heinlein's Starship Troopers è un wargame tattico su mappa esagonale scritto da Randall C. Reed e pubblicato dalla Avalon Hill nel 1976. Il gioco è basto sul romanzo di R. A. Heinlein Fanteria dello Spazio.. Venne nominato per il "Best Tactical Game" del Charles S. Roberts Award.
Una nuova versione del gioco, completamente rifatta, Starship Troopers: Prepare for Battle! è stata prodotta nel 1997 per la presentazione al cinema del film, Starship Troopers - Fanteria dello spazio liberamente tratto dal romanzo.

## Sistema di gioco
Il gioco prevede, secondo le regole "standard", due giocatori, uno che controlla i soldati della Fanteria spaziale mobile (le truppe della Federazione Terrestre), mentre l'altro gli alieni insettoidi Aracnidi, detti anche in tono di disprezzo "Bug" (scarafaggi). Una terza fazione, la razza umanoide degli "Skinnies" è alleata degli Aracnidi nei primi scenari, ma cambia fazione e si allea alla razza umane negli ultimi scenari.
Sebbene in generale la fanteria spaziale mobile sia superiore in potenza di fuoco e mobilità non conosce la distribuzione dei tunnel degli aracnidi e il giocatore che controlla questi ultimi pianifica la disposizione dei tunnel e degli alveari degli aracnidi su un foglio che riporta la mappa del gioco.
Nella recensione del gioco originale, Martin Easterbrook asserì che "Questo è probabilmente il miglior gioco di fantascienza al momento sul mercato, grazie al dettagliato background del romanzo di Heinlein e della sua estrapolazione della tecnologia militare corrente, che ha permesso all'Avalon Hill di sfruttare la propria esperienza nel progettare giochi" e diede al gioco una valutazione complessiva di 9/10.

## Scenari
Il gioco contiene sette scenari di complessità crescente che introducono gradualmente i giocatori alle varie regole con il progredire del gioco, anche se tutti gli scenari possono volendo essere giocati con le regole complete. Gli scenari descrivono le battaglie che compaiono nel romanzo.
1. Feint against the humanoids: L'attacco di una singola pattuglia di Rompicollo di Rasczak contro una colonia degli Skinny.
2. Operation Bughouse: Una pattuglia completa attacca una colonia aracnide.
3. Invasion of Skinny-5: L'attacco di una pattuglia contro un complesso industriale Skinny.
4. Revolt!: Gli Skinnies cambiano fazione e attaccano gli Aracnidi con l'aiuto della fanteria spaziale mobile.
5. Sheol (diviso in due parti):
  1. Operation Corkscrew: Una squadra di genieri entra in battaglia,
  2. Retreat and Evacuation: Un gruppo di soldati feriti viene portato in salvo.
6. Operation Royalty: Uno pattuglia rinforzata assalta due complessi aracnidi per catturare un ragno-cervello.[2]
7. Klendathu: Due pattuglie contro due complessi aracnidi per liberare dei prigionieri di guerra umani.